# 노량진역에는 기차가 서지 않는다
《노량진역에는 기차가 서지 않는다》는 2015년 10월 31일에 방영한 KBS 드라마 스페셜이다. 2014 KBS 극본공모 우수 당선작이다.

## 줄거리
자신을 구속하는 틀에 얽매이지 않는 것이 청춘이다.
희준은 지긋지긋한 노량진을 탈출하여 파라다이스 세상으로 갔을 텐데, 그만 1점이 모자라 지방직 공무원 시험에서 떨어지고, 다시 국가직 공무원 시험을 준비하는 쳇바퀴처럼 반복되는 일상이다. 그의 앞에 한때 유망한 체조선수였다는 지금은 은퇴한 유하가 등장한다. 희준은 시험 준비로 더욱 마음이 조급해지는데 자꾸 유하와 부딪히면서, 잘 유지해왔던 수험생활의 리듬과 일상에 균열이 생긴다.

## 등장 인물

### 주요 인물
- 봉태규 : 모희준(33세) 역

남들만큼 살라는 아버지의 소원대로 서울시 시험에서 도전하지만, 1점차로 낙방하게 된다. 이번엔 이를 악물고 국가직 공무원 7급 시험에 도전하려는데, 유하가 자꾸 찾아오는 통에 머릿속을 복잡하다.
- 하승리 : 장유하(19세) 역

촉망받던 기계체조선수였으나 현재는 은퇴한 상태다. 한창 머리가 복잡한 희준에게 어느 순간 나타나 그의 일상에 변화를 주기 시작한다. 축 쳐져있는 희준과 달리 활달한 모습이다.

### 주변 인물
- 김정운 : 김윤철(31세) 역

희준 옆에 딱 붙어 노량진 수험생활의 고충을 버티고 있다.
- 한성식 : 김 실장(40대 후반) 역

매형이 운영하는 공무원 학원에서 사무장을 맡아 지도원을 관리한다. 노량진 장수생인 희준과 윤철이 눈엣가시다.
- 정진각 : 희준의 아버지(60대) 역

욕심 내지 않고 열심히 살면 남들만큼 살 수 있다고 믿는 고지식한 아버지다. 덕분에 희준을 고문하는지도 모르게 고문하는 아버지다.
- 성병숙 : 희준의 어머니(60대) 역

자나 깨나 객지에 나가 고생하는 아들 걱정인 어머니다.

### 그 외 인물
- 이상구
- 동현배
- 전헌태
- 주부진
- 채민희
- 김창환
- 서동진
- 조민혜
- 김지훈

## 시청률
- 전국 시청률 : 1.6%[1]

## 수상
- 2015년 KBS 연기대상 연작·단막극상 - 봉태규